# Spring Hill (Minnesota)
Pour les articles homonymes, voir Spring Hill.
Spring Hill est une ville américaine située dans le Comté de Stearns, dans le Minnesota. Selon le recensement de 2010, sa population est de 85 habitants.